# Katharina Mückstein
Katharina Mückstein (Viena, 1982) és una directora de cinema i guionista austríaca.

## Vida
Katharina Mückstein ´rd filla de la política Eva Mückstein i va créixer a Bad Vöslau. Del 2000 al 2004 va estudiar filosofia i estudis de gènere. Després va estudiar direcció a l'Acadèmia de Cinema de Viena de la Universitat de Música i Art Dramàtic de Viena fins al 2010, amb Michael Haneke entre d'altres.
El 2010 va fundar el col·lectiu de treball i la productora La Banda Film juntament amb Flavio Marchetti, Michael Schindegger i Natalie Schwager. Des de 2011 és membre de la junta de l'associació FC Gloria - Women Networking Film per a la promoció de les cineastes a Àustria.
Per al seu primer llargmetratge Talea amb Nina Proll i Sophie Stockinger en els papers principals, va ser la responsable de la direcció i el guió i va rebre el premi del Festival Max Ophüls va ser guardonat amb el premi cinematogràfic del primer ministre del Sarre al millor director. El 2016 va treballar en el seu segon llargmetratge, el drama adolescent L'Animale, de nou amb Sophie Stockinger en un paper protagonista. Va ser projectada a la secció Panorama del 68è Festival Internacional de Cinema de Berlín.

## Premis i nominacions

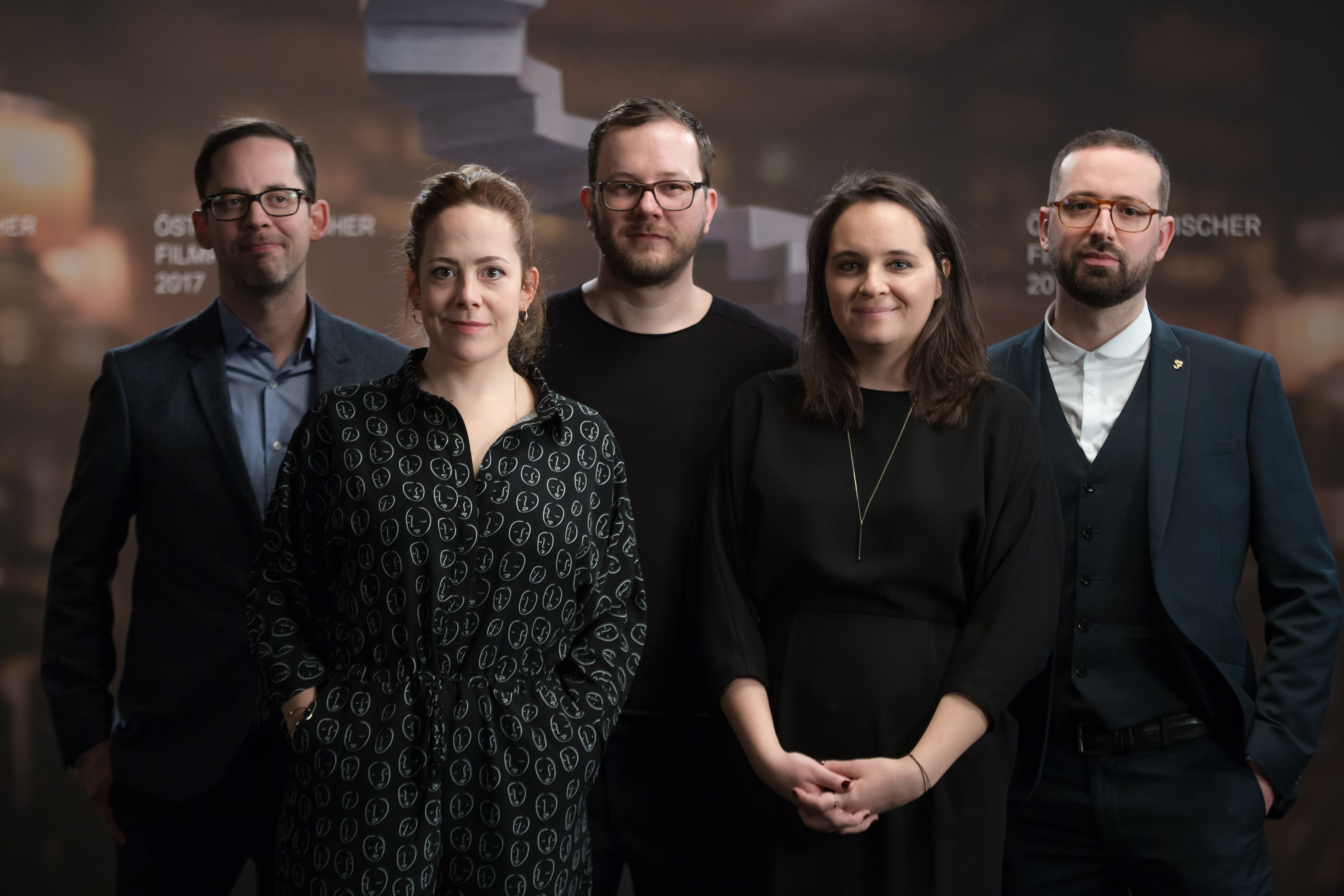
Mückstein amb els altres productors i director Sigmund Steiner de Holz Erde Fleisch (Premi del inema austríac 2017)

- 2009: Premi al guió Thomas Pluch - Premi Avançament per Die Vereinigung[11]
- 2013: Premi Max Ophüls – Premi de cinema del primer ministre del Sarre al millor director[9]
- 2014: Premis del Cinema Austríac 2014 - Nominació a les categories Millor director i Millor guió per Talea
- 2017: Premis del Cinema Austríac 2017 – Premi en la categoria millor documental per Holz Erde Fleisch[12]
- 2018: Premi del Públic Panorama – 3r lloc per L’Animale[13]
- 2018: Festival de Cinema de Zuric 2018 – Ull d'Or a la millor pel·lícula de la competició Focus: Suïssa, Alemanya, Àustria per L’Animale[14]
- 2019: Premis del Cinema Austríac 2019 – nominada a la categoria millor pel·lícula per L’Animale[15]

## Filmografia
- 2008: Die Vereinigung (curtmetratge)
- 2013: Talea
- 2016: Holz Erde Fleisch
- 2017: Tiere und andere Menschen
- 2018: L’Animale
- 2020: Blind ermittelt – Zerstörte Träume
- 2022: Blind ermittelt – Tod im Prater
- 2022: Blind ermittelt – Die nackte Kaiserin